# Myggtjärnen (Säters socken, Dalarna)
Myggtjärnen är en sjö i Säters kommun i Dalarna och ingår i Dalälvens huvudavrinningsområde.